# گوری (کره جنوبی)
گوری (به انگلیسی: Guri) شهری در استان گیونگی-دو، واقع در کشور کره جنوبی است.